# Alexej Fjodorovič Lvov
Alexej Fjodorovič Lvov, rusky Алексе́й Фёдорович Львов, podle starého ruského přepisu Алексѣй Ѳеодоровичъ Львовъ, (25. květnajul./ 5. června 1798greg., v Revelu — 16.jul./ 28. prosince 1870greg., Romaň) byl ruský houslový virtuos, skladatel, dirigent, hudební literát a veřejný činitel. Byl také ředitelem Petrohradská dvorní pěvecké kapely v letech 1837 až 1861. Je autorem hudby k carské ruské hymně „Боже, Царя храни!“ / „Bože, carja chrani!“ (1833) a dalších.

## Život
Narodil se 25. května 1798 v Revelu (dnešní Tallinn) v rodině známého ruského hudebního činitele Fjodorа Petroviče Lvova. Jeho bratranec Nikolaj Alexandrovič Lvov byl architekt. Již doma se mu dostalo vynikajícího hudebního vzdělání. Ve věku sedmi let hrál na housle při domácích koncertech, učil se u mnohých pedagogů, včetně F. Böhmeho, hodiny skladby dostával od I. G. Millera.

## Tvorba
Lvov byl významným představitelem ruského houslového umění 1. poloviny 19. století. Kvůli svému služebnímu poměru neměl možnost vystupovat na veřejných koncertech, a tak koncertoval na setkáních hudebních spolků, v salonech, na dobročinných večerech, kde se proslavil jako vynikající virtuos. Pouze v době zahraničního cestování Ľvov vystupoval před širokým publikem. Při těchto příležitostech se také spřátelil s Felixem Mendelssohn-Bartholdym, Giacomo Meyerbeerem, Gaspare Spontinim, Robertem Schumannem, kteří Lvovo mistrovství vysoce oceňovali, a to jak jako sólisty, tak i orchestrálního hráče. Jako stoupenec klasické školy, Lvov shrnul základy hry na housle v brožurce, k níž přiložil vlastních „24 capriccií“, jež dodnes nepozbyly svých uměleckých kvalit a významu.
Skladatelská tvorba Lvovа je eklektická. Tradice ruské hudební kultury v jeho tvorbě se v různé míře mísily se silným italským a zejména německým vlivem.